# 氷川社 (川口市柳崎)
氷川社（ひかわしゃ）は、埼玉県川口市の神社。

## 歴史
創建年代は不明である。ただ「慶安二年（1649年）」の銘が入った当社の棟札（現在、行方不明）があったと伝えられることから、江戸時代初期に創建されたものと推測される。観音院が別当寺であった。観音院は天台宗の寺院で、織田信長の比叡山焼き討ちの際に難を逃れた僧侶によって創建された。
1873年（明治6年）、近代社格制度に基づく「村社」に列せられ、1908年（明治41年）の神社合祀により、周辺の3神社が合祀された。

## 文化財
- 柳崎氷川神社本殿（川口市指定有形文化財 平成6年8月18日指定）[3]

## 交通アクセス
- 東浦和駅より徒歩12分。